# مايكل فالغرين
مايكل فالغرين (بالدنماركية: Michael Valgren)‏ (و. 1992  م) هو راكب دراجة هوائية، من الدنمارك، شارك في طواف إسبانيا، وسباق طواف فرنسا 2016، وسباق طواف فرنسا 2015، وطواف إسبانيا 2014، وسباق طواف فرنسا 2017.

## سباقات أو مراحل فاز بها
| التاريخ        | السباق                                                                            | المركز                                                                    |
| -------------- | --------------------------------------------------------------------------------- | ------------------------------------------------------------------------- |
| 11 سبتمبر 2011 | تور دي أفينير 2011                                                                | السابع في تصنيف الجبال                                                    |
| 01 مايو 2012   | 2012 Eschborn–Frankfurt Under–23                                                  |                                                                           |
| 26 أغسطس 2012  | طواف الدنمارك 2012                                                                | الثالث في تصنيف أفضل شاب                                                  |
| 01 مايو 2013   | 2013 Eschborn–Frankfurt Under–23                                                  |                                                                           |
| 11 مايو 2014   | أربعة أيام من دونكيرك 2014                                                        | الثاني في تصنيف أفضل شاب، الثالث في التصنيف العام، الثالث في تصنيف النقاط |
| 01 يونيو 2014  | طواف ديف يغد 2014                                                                 | الثاني في تصنيف أفضل شاب، الرابع في التصنيف العام                         |
| 29 يونيو 2014  | Course en ligne masculine aux championnats du Danemark de cyclisme sur route 2014 | الفائز في التصنيف العام                                                   |
| 10 أغسطس 2014  | طواف الدنمارك 2014                                                                | الفائز في التصنيف العام                                                   |
| 31 مايو 2015   | طواف ديف يغد 2015                                                                 | الخامس في تصنيف أفضل شاب، الخامس في تصنيف الجبال، الثامن في تصنيف النقاط  |
| 28 يونيو 2015  | Course en ligne masculine aux championnats du Danemark de cyclisme sur route 2015 | السادس في التصنيف العام                                                   |
| 08 أغسطس 2015  | طواف الدنمارك 2015                                                                | التاسع في تصنيف الجبال                                                    |
| 31 يوليو 2016  | طواف الدنمارك 2016                                                                | الفائز في التصنيف العام                                                   |
| 24 فبراير 2018 | طواف نيوشبلاد 2018                                                                | الفائز في التصنيف العام                                                   |
| 15 أبريل 2018  | سباق أمستل الذهبي 2018                                                            | الفائز في التصنيف العام                                                   |
| 15 سبتمبر 2021 | جيرو دي توسكانا 2021                                                              | الفائز في التصنيف العام                                                   |
| 16 سبتمبر 2021 | كوبا ساباتيني 2021                                                                | الفائز في التصنيف العام                                                   |

## روابط خارجية
- مايكل فالغرين على موقع الاتحاد الدولي للدراجات (الإنجليزية)
- مايكل فالغرين على موقع أرشيف الدراجات (الإنجليزية)
- مايكل فالغرين على موقع إحصائيات الدراجات الإحترافية (الإنجليزية)
- مايكل فالغرين على موقع نسبة الدراجات (الإنجليزية)
- مايكل فالغرين على موقع CycleBase (الإنجليزية)
- مايكل فالغرين على موقع أوليمبيديا (الإنجليزية)